# Söndraby
Söndraby är ett bostadsområde i tätorten Klippan belägen i Vedby socken, Klippans kommun.

## Tätorten
1960 avgränsade SCB här en tätort med 420 invånare inom Klippans köping. 1975 hade tätorten vuxit samman med Klippans tätort. Vid 2010 års tätortsavgränsning ligger Söndraby fortfarande i den östra delen av Klippans tätort.